# Montbron
Montbron is een gemeente in het Franse departement Charente (regio Nouvelle-Aquitaine). De plaats maakt deel uit van het arrondissement Angoulême. Montbron telde op 1 januari 2022 1.995 inwoners.

## Geografie
De oppervlakte van Montbron bedroeg op 1 januari 2022 43,34 vierkante kilometer; de bevolkingsdichtheid was toen 46 inwoners per km².
De onderstaande kaart toont de ligging van Montbron met de belangrijkste infrastructuur en aangrenzende gemeenten.

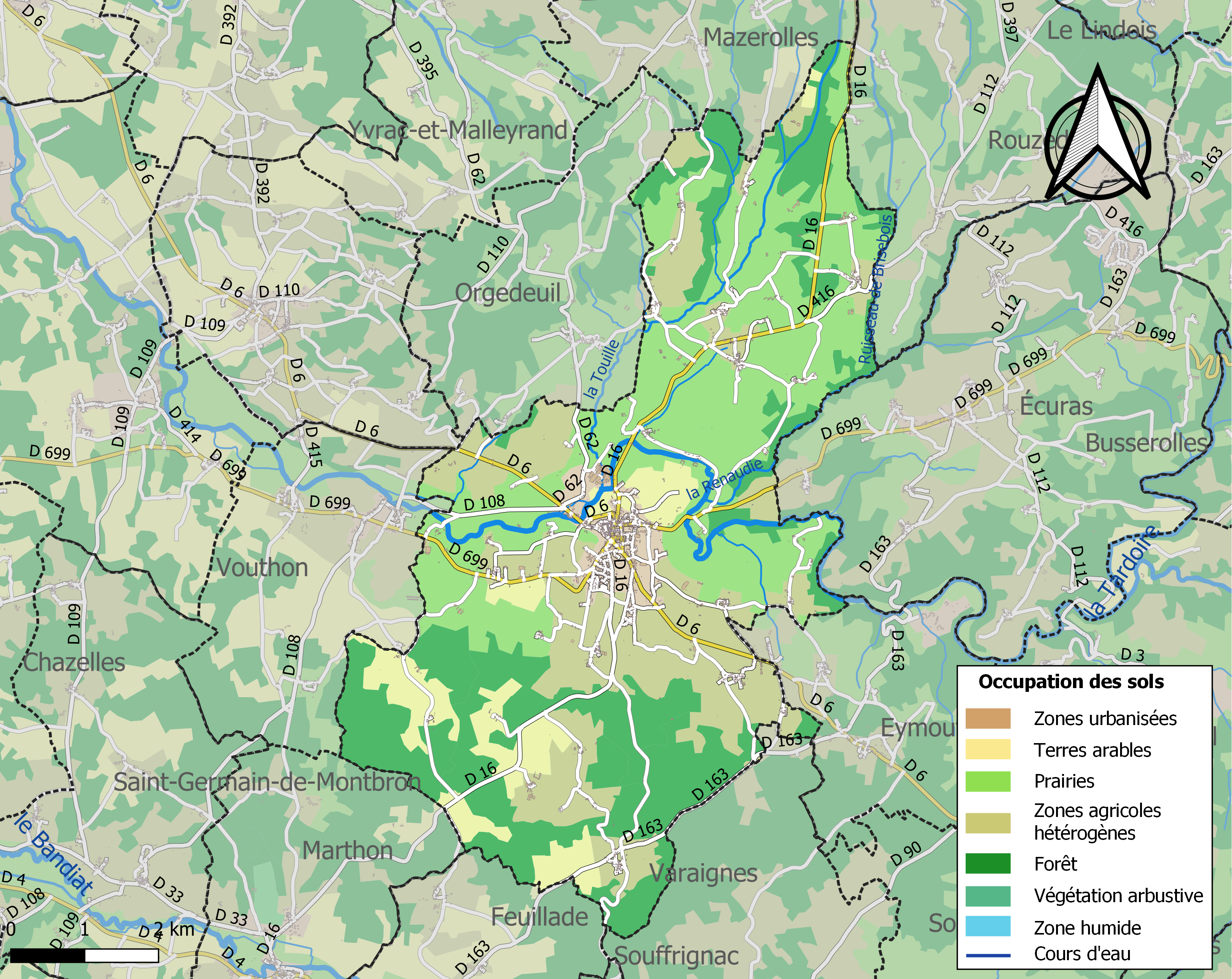

## Demografie
Onderstaande figuur toont het verloop van het inwonertal (bron: INSEE-tellingen).